# زيد جرندوقة
زيد جرندوقة (18 أبريل 1993 - ) لاعب المنتخب الأردني للجوجيتسو ، بدأ ممارسة رياضة الجوجيتسو في عام 2008 مع فريق ميرزا وإنضم إلى صفوف المنتخب الأردني للمرة الأولى عام 2015 ومارس كذلك رياضات الجودو والمصارعة والمواي تاي وكرة القدم.

## إنجازاته
توج جرندوقة في عام 2018 بالميدالية الفضية في دورة الألعاب الآسيوية والتي جرت في إندونيسيا ضمن منافسات وزن تحت 94 كغم ونال كذلك الميدالية البرونزية في دورة الألعاب الآسيوية داخل الصالات والفنون القتالية بتركمانستان عام 2017 وفي عام 2019 فاز أيضاً بالميدالية البرونزية في دورة الألعاب القتالية العالمية والتي استضافتها مدينة تشنغجو الكورية الجنوبية.
كما حقق زيد جرندوقة ميداليتين برونزيتين في بطولات آسيا للكبار في النسختين 2018 بكازاخستان و2019 في منغوليا وكما أحرز ميداليتين ذهبيتين في بطولة الجائزة الكبرى بكازاخستان عام 2019 وميدالية فضية في ذات البطولة بجولة تايلاند عام 2019.